# Enrico II di Lorena
Enrico II di Lorena, detto il Buono (Nancy, 8 novembre 1563 – Nancy, 31 luglio 1624), fu duca di Lorena dal 1608 fino alla sua morte.

## Biografia
Era figlio di Carlo III di Lorena e di Claudia di Valois, figlia del re Enrico II di Francia e di Caterina de' Medici. A causa delle guerre di religione non poté essere educato a corte, a differenza di suo padre e di suo nonno. Non fu particolarmente preparato alla futura gestione del ducato, affidata da Carlo III al proprio fratello, il cardinale Carlo di Lorena. Parente stretto dei Guisa, un ramo collaterale della Casa di Lorena, Enrico partecipò alle guerre di religione, combattendo per il versante cattolico. Come nipote del re Enrico II, fu dichiarato pretendente al trono durante gli Stati generali del 1593.
Fu Gran ciambellano di Francia.
Fu titolato marchese di Pont-à-Mousson. Sposò Caterina di Borbone, duchessa d'Albret e sorella del re Enrico IV di Francia, in accordo al trattato di Saint-Germain-en-Laye, ma il matrimonio non fu felice. Enrico era profondamente cattolico, mentre la moglie una fervente calvinista, che, già troppo anziana, non poté dare figli al marito.
Rimasto vedovo nel 1604, si risposò due anni dopo con Margherita Gonzaga, nipote della nuova regina di Francia Maria de' Medici. Ebbero due figlie femmine, ma non l'agognato erede maschio.
Divenuto duca di Lorena nel 1608, non avendo una reale esperienza politica, cadde sotto l'influenza dei suoi favoriti, il principale dei quali fu Luigi d'Ancerville, figlio del cardinale di Guisa. Fu un sostenitore dei principi della Controriforma e firmò diversi editti per espellere i protestanti dalla Lorena, anche se ebbe una certa tolleranza per quelli che abitavano a Lixheim (una recente acquisizione del ducato). Nel 1618, alla scoppio della guerra dei trent'anni, mantenne una posizione politica neutra e cercò di rivestire il ruolo di mediatore tra le potenze rivali.
Non avendo avuto figli maschi, dovette preventivamente gestire la sua futura successione. Il progetto di far sposare la propria primogenita Nicoletta al suo favorito, il barone d'Ancerville, suscitò delle vive rimostranze e dovette essere messo da parte. Il testamento di Renato II di Lorena stabiliva la successione al ducato attraverso la sola linea maschile, cosa che rendeva erede il fratello di Enrico II, il conte di Francesco di Vaudémont. Dopo molte negoziazioni, fu stabilito di far sposare Nicoletta con il primogenito di Francesco di Vaudémont, Carlo; Nicoletta avrebbe regnato come duchessa di suo proprio diritto, mentre il marito sarebbe stato solo il duca consorte.
Negli ultimi anni della sua vita, mentre la guerra dei trent'anni stava segnando molti stati del Sacro Romano Impero, Enrico II reclutò dei soldati per proteggere il suo ducato dai mercenari che l'attraversavano, e rinforzò le fortificazioni, a gran danno dell'erario statale. Tuttavia, il suo governo relativamente mite gli valse il soprannome di le Bon (il Buono).
Alla sua morte, avvenuta il 31 luglio 1624, le sue disposizioni testamentarie furono disattese. La successione di Nicoletta fu contestata dallo zio, Francesco di Vaudémont, erede secondo il testamento di Renato II. Gli stati generali di Lorena diedero ragione a Francesco: Nicoletta fu costretta ad abdicare, e il 21 novembre 1625 lo zio divenne duca col nome di Francesco II. Cinque giorni dopo abdicò in favore del figlio, che divenne duca regnante col nome di Carlo IV, mentre Nicoletta fu relegata al ruolo di consorte. Non ebbero figli e il trono passò a Nicola II di Lorena, fratello di Carlo IV, che sposò Claudia Francesca, figlia minore del defunto Enrico II.

## Discendenza
Enrico e Margherita ebbero due figlie:
- Nicoletta di Lorena (1608–1657), sposò Carlo IV di Lorena;
- Claudia Francesca di Lorena (1612–1648), sposò Nicola II di Lorena.

## Stemma
| Image | Stemma                                   |
| ----- | ---------------------------------------- |
| \| \| | Enrico II di Lorena Duca di Lorena e Bar |
|       |                                          |

## Ascendenza
|                       |                        |                                 | Genitori                           |  |  | Nonni |  |  | Bisnonni          |  |  | Trisnonni           |  |
|                       |                        |                                 |                                    |  |  |       |  |  | Antonio di Lorena |  |  | Renato II di Lorena |  |
|                       |                        |                                 |                                    |  |  |       |  |  | Antonio di Lorena |  |  | Renato II di Lorena |  |
|                       |                        | Filippina di Gheldria           |                                    |  |  |       |  |  | Antonio di Lorena |  |  |                     |  |
| Francesco I di Lorena |                        |                                 |                                    |  |  |       |  |  | Antonio di Lorena |  |  |                     |  |
|                       |                        | Renata di Borbone-Montpensier   | Gilberto di Borbone-Montpensier    |  |  |       |  |  |                   |  |  |                     |  |
|                       |                        | Renata di Borbone-Montpensier   | Gilberto di Borbone-Montpensier    |  |  |       |  |  |                   |  |  |                     |  |
|                       |                        | Renata di Borbone-Montpensier   | Chiara Gonzaga                     |  |  |       |  |  |                   |  |  |                     |  |
| Carlo III di Lorena   |                        | Renata di Borbone-Montpensier   |                                    |  |  |       |  |  |                   |  |  |                     |  |
|                       |                        | Cristiano II di Danimarca       | Giovanni di Danimarca              |  |  |       |  |  |                   |  |  |                     |  |
|                       |                        | Cristiano II di Danimarca       | Giovanni di Danimarca              |  |  |       |  |  |                   |  |  |                     |  |
|                       |                        | Cristiano II di Danimarca       | Cristina di Sassonia               |  |  |       |  |  |                   |  |  |                     |  |
| Cristina di Oldenburg |                        | Cristiano II di Danimarca       |                                    |  |  |       |  |  |                   |  |  |                     |  |
|                       |                        | Isabella d'Asburgo              | Filippo I di Castiglia             |  |  |       |  |  |                   |  |  |                     |  |
|                       |                        | Isabella d'Asburgo              | Filippo I di Castiglia             |  |  |       |  |  |                   |  |  |                     |  |
|                       |                        | Isabella d'Asburgo              | Giovanna di Aragona e Castiglia    |  |  |       |  |  |                   |  |  |                     |  |
| Enrico II di Lorena   |                        | Isabella d'Asburgo              |                                    |  |  |       |  |  |                   |  |  |                     |  |
|                       | Francesco I di Francia | Carlo di Valois-Angoulême       |                                    |  |  |       |  |  |                   |  |  |                     |  |
|                       | Francesco I di Francia | Carlo di Valois-Angoulême       |                                    |  |  |       |  |  |                   |  |  |                     |  |
|                       | Francesco I di Francia | Luisa di Savoia                 |                                    |  |  |       |  |  |                   |  |  |                     |  |
| Enrico II di Francia  | Francesco I di Francia |                                 |                                    |  |  |       |  |  |                   |  |  |                     |  |
|                       |                        | Claudia di Francia              | Luigi XII di Francia               |  |  |       |  |  |                   |  |  |                     |  |
|                       |                        | Claudia di Francia              | Luigi XII di Francia               |  |  |       |  |  |                   |  |  |                     |  |
|                       |                        | Claudia di Francia              | Anna di Bretagna                   |  |  |       |  |  |                   |  |  |                     |  |
| Claudia di Valois     |                        | Claudia di Francia              |                                    |  |  |       |  |  |                   |  |  |                     |  |
|                       |                        | Lorenzo II de' Medici           | Piero II de'Medici                 |  |  |       |  |  |                   |  |  |                     |  |
|                       |                        | Lorenzo II de' Medici           | Piero II de'Medici                 |  |  |       |  |  |                   |  |  |                     |  |
|                       |                        | Lorenzo II de' Medici           | Alfonsina Orsini                   |  |  |       |  |  |                   |  |  |                     |  |
| Caterina de' Medici   |                        | Lorenzo II de' Medici           |                                    |  |  |       |  |  |                   |  |  |                     |  |
|                       |                        | Madeleine de la Tour d'Auvergne | Giovanni III de La Tour d'Auvergne |  |  |       |  |  |                   |  |  |                     |  |
|                       |                        | Madeleine de la Tour d'Auvergne | Giovanni III de La Tour d'Auvergne |  |  |       |  |  |                   |  |  |                     |  |
|                       |                        | Madeleine de la Tour d'Auvergne | Giovanna di Borbone-Vendôme        |  |  |       |  |  |                   |  |  |                     |  |
|                       |                        | Madeleine de la Tour d'Auvergne |                                    |  |  |       |  |  |                   |  |  |                     |  |